# Taras Shevchenko (álbum de New Order)
Taras Schevchenko é um álbum de vídeo da banda britânica de rock New Order, lançado em Agosto de 1983. Ele contém o registro de um show realizado no Ukrainian National Home, em Nova Iorque, no dia 18 de novembro de 1981.

## Faixas
Todas as faixas por New Order, exceto onde indicado
1. Chosen Time
2. Dreams Never End
3. Everything's Gone Green
4. Truth
5. Senses
6. Procession
7. Ceremony (Ian Curtis, Peter Hook, Stephen Morris, Bernard Sumner)
8. Denial
9. Temptation